# Lars-Erik Olsson
Lars-Erik Olsson, detto Larssa (25 novembre 1922 – 1º marzo 2018), è stato un cestista svedese.

## Carriera
Con la Svezia disputò i Campionati europei del 1953.